# محمد فاضل (بازیکن فوتبال)
محمد فاضل (انگلیسی: Mohammed Fadel؛ زادهٔ ۲۷ اکتبر ۱۹۶۳) بازیکن فوتبال اهل عراق بود.
از باشگاه‌هایی که در آن بازی کرده‌است می‌توان به باشگاه فوتبال الشرطه (عراق) اشاره کرد.
وی همچنین در تیم ملی فوتبال عراق بازی کرده‌است.